# Sandalus chinensis
Sandalus chinensis is een keversoort uit de familie Rhipiceridae. De wetenschappelijke naam van de soort is voor het eerst geldig gepubliceerd in 1900 door Fairmaire.